# کارکس اسپکویکولا
کارکس اسپکویکولا (نام علمی: Carex specuicola) نام یک گونه از سرده جگن است.